# Vita Club Mokanda
El Vita Club Mokanda és un club de futbol congolès de la ciutat de Pointe-Noire.

## Història
El club va ser fundat l'any 1952. Anteriorment s'havia anomenat Victoria Club Mokanda. Els seus colors són el verd i el negre.

## Palmarès
- Lliga de la República del Congo de futbol:[2]
  - 1971, 1998, 1999
- Copa de la República del Congo de futbol:[3]
  - 1974, 1977, 1996, 1997